# Ugo Adinolfi
Ugo Adinolfi (* 1. April 1943; † 26. April 2016 in Rom) war ein italienischer Schauspieler der 1960er und 1970er Jahre.

## Leben
Ugo Adinolfi, über dessen Leben wenig bekannt ist, war einer jener Vertragsschauspieler, die binnen weniger Jahre in zahlreichen Filmen eingesetzt wurden, um den steuerlichen Vorschriften für die Filmproduktionsgesellschaften Geltung zu verschaffen. So wirkte er in etwa 50 Filmen innerhalb von nur vier Jahren, von 1968 bis 1971, mit. Danach erscheinen nur noch zwei Filme aus dem Jahr 1975 in seiner Filmografie. Anschließend scheint er sich aus dem Filmgeschäft zurückgezogen zu haben.
Der dunkelhaarige, gut aussehende, junge Schauspieler spielte meist Bandenmitglieder in Italowestern oder Soldaten in Kriegs- und Abenteuerfilmen.
Ugo Adinolfi war der Vater des italienischen Journalisten und Politikers Mario Adinolfi.

## Filmografie (Auswahl)
- 1966: Geh ins Bett, nicht in den Krieg (Non faccio la guerra, faccio l’amore)
- 1967: Chamaco (Killer Kid)
- 1967: Django – Die Totengräber warten schon (Quella sporca storia nel West)
- 1967: Der Keuschheitsgürtel (La cintura di castità)
- 1967: Leg ihn um, Django (Vado… l‘ammazzo e torno)
- 1967: Ric e Gian alla conquista del West
- 1968: Django – Ein Sarg voll Blut (Il momento di uccidere)
- 1968: Django – Melodie in Blei (Uno di piu all'inferno)
- 1968: Django spricht kein Vaterunser (Quel caldo maledetto giorno di fuoco)
- 1968: Die gefürchteten Zwei (Il mercenario)
- 1968: Das Gesetz der Erbarmungslosen (Il lungo giorno del massacro)
- 1968: Sangue chiama sangue
- 1968: Sartana – Bete um Deinen Tod (…Se incontri Sartana prega per la tua morte)
- 1968: Töte alle und kehr allein zurück (Ammazzali tutti e torna solo!)
- 1969: Io, Emmanuelle
- 1969: Königstiger vor El Alamein (La battaglia di El Alamein)
- 1969: La legge della violenza
- 1969: Sieben dreckige Teufel (Sette baschi rossi)
- 1969: Zorro – Graf von Navarra (Zorro marchese di Navarra)
- 1970: Ermittlungen gegen einen über jeden Verdacht erhabenen Bürger (Indagine su un cittadino al di sopra di ogni sospetto)
- 1970: Spiel dein Spiel und töte, Joe (Un uomo chiamato Apocalisse Joe)
- 1971: Ein Hallelujah für Camposanto (Gli fumavano le colt… lo chiamavano Camposanto!)
- 1971: Man nennt mich Halleluja (Testa t’ammazzo, croce… sei morto! Mi chiamano Alleluja)
- 1971: Zeig mir das Spielzeug des Todes (Il giorno del giudizio)